# Cyclatemnus affinis
Cyclatemnus affinis är en spindeldjursart som beskrevs av Max Vachon 1938. Cyclatemnus affinis ingår i släktet Cyclatemnus och familjen Atemnidae. Inga underarter finns listade i Catalogue of Life.